# Ведево
Ведево — деревня в Александровском районе Владимирской области России. Входит в состав Каринского сельского поселения.

## География
Деревня расположена на берегу реки Серая в 9 км на юго-восток от центра поселения села Большое Каринское и 7 км на юг от города Александрова.

## История
В XIX — начале XX века деревня входила в состав Александровской волости Александровского уезда. В 1859 году в деревне числилось 16 дворов, в 1905 году — 17 дворов, в 1926 году — 25 дворов.
С 1929 года деревня входила в состав Ново-Абрамовского сельсовета Александровского района, с 1940 года — в составе Холоповского сельсовета, с 1948 года — в составе пригородной зоны города Александрова, с 1951 года — в составе Махринского сельсовета, с 1965 года — в составе Александровского района, с 2005 года — в составе Каринского сельского поселения. 

## Население
| 1859 | 1905 | 1926 | 2002 | 2010 | 2021 |
| ---- | ---- | ---- | ---- | ---- | ---- |
| 106  | ↗116 | ↗131 | ↘2   | ↘1   | ↗2   |